# Muscle Shoals
Muscle Shoals – miasto w Stanach Zjednoczonych, w stanie Alabama, w hrabstwie Colbert.

## Demografia
W spisie ludności w 2010 populacja miasta liczyła 13 146 mieszkańców. W 2014 wzrosła ona do 13 614. W 2023 liczba mieszkańców wzrosła jeszcze bardziej, do 17 210 osób, a gęstość zaludnienia do 427,4 osoby/km².

## Geografia miasta
Muscle Shoals położone jest na południowym brzegu rzeki Tennessee. Według agencji rządowej United States Census Bureau miasteczko ma powierzchnię 40,27 km², z czego 0,05 km² to wody.